# アベウ・カルロス・ダ・シウバ・ブラガ
アベウ・ブラガ (Abel Braga) こと、アベウ・カルロス・ダ・シウバ・ブラガ（Abel Carlos da Silva Braga, 1949年2月7日）は、ブラジル・リオデジャネイロ出身の元サッカー選手、サッカー指導者。

## 経歴
現役時代は、フルミネンセ、パリ・サンジェルマン、ヴァスコ・ダ・ガマなどで活躍した。また、代表では、1978 FIFAワールドカップに出場し、控えとして1試合に出場した。
ゴイタカスで引退した後は、そのまま監督を務め、その後はオリンピック・マルセイユなどを指揮した。